# 이세야 유스케
이세야 유스케(일본어: 伊勢谷 友介, 1976년 5월 29일 ~)는 일본의 배우, 영화 감독이자 미술가, 사업가이다. 도쿄도 세타가야구 출신으로, 소속사의 리버스 프로젝트의 대표이사(사장)이다.

## 인물
- 도쿄도 세타가야구 출신. 니혼대학 토요야마 고등학교를 거쳐 도쿄 예술대학 미술학부 디자인과 졸업 후에 동대학원 미술연구과 석사 과정 수료. 신체 180 cm. 혈액형 A형.
- 패션 모델로 첫 데뷔 한 후에는 주로 배우로 활동하고 있다. 만 12세에 영어학원에 다녔던 것 외에도 대학 4학년 때에는 뉴욕대학교에 단기 유학하여 그림을 배운 적도 있으며, 영어에도 능숙하여 헐리우드 영화에도 출연하고 있다.
- 2012년 1월, 기준으로 《시라스 지로》와 《료마전》(모두 NHK)을 제외하고는 텔레비전 드라마의 연속 드라마에 일절 출연하지 않는데, 그 이유로는 "(드라마는) 감독이 혼자가 아닌 공동 연출의 경우가 많기 때문에 연출에 통일성이 없고, 또한 시청률에 좌우되어 각본이 바뀌는 것이(작품에 관련 된 사람으로서) 납득 되지 않는다"고 말했다.

## 경력
- 어린 시절을 홋카이도 하코다테 (고료카쿠 정)에서 보냈다. 아버지는 양복 재단사였고, 이복형으로는 세계적으로 유명한 패션 디자이너의 야마모토 칸사이이다. 아버지와는 거의 안면이 없고 왕래가 없었다고 한다.[2] 부모님의 이혼과 아버지가 돌아가신 후에는 홀어머니 가정에서 성장하였고 어머니는 매우 교육열이 높아, "나는 자식들에게는 학력 밖에 남겨 줄것이 없다"고 말했다고 한다. 여동생이 있으며, 여동생도 해외 대학에 유학했다.
- 어릴 적부터 그림을 그리는 것을 좋아하고 실력이 뛰어나, 도쿄 예술 대학에 현역 합격해 진학했다. 또한 디자이너의 이시오카 에이코와 형의 야마모토 칸사이의 영향을 받아, 당초에는 패션 디자이너의 길로 나갈까로 생각했지만, 학교에서는 그림을 전공했다.
- 운동 신경이 뛰어나 학창 시절에는 아이들을 지도하는 수영 강사를 하였다.[3]
- 대학 재학 중인 1996년에 모델로 활동을 시작했다. 이후 광고(CM)·잡지, 패션쇼 등에 출연 하였고, 유명 패션 브랜드 「프라다」의 밀라노 컬렉션에 참가했다. 또한 같은 해에는 《천사의 눈물》의 프로모션 프로그램 「지구에 내려온 천사」에 카네시로 타케시와 감독 왕가위와 함께 출연했다.
- 1997년, 도쿄 예술 대학 동문의 3명이 결성 한 아티스트 그룹 《카쿠토》의 활동을 시작했다. 또한 1998년에는 고레에다 히로카즈 감독의 《원더풀 라이프》 (개봉은 1999년)으로 영화 첫 출연하였다. 2002년에는 첫 감독 작품 《카쿠토》가 극장 개봉되었다.
- 2008년 「리버스 프로젝트」(Rebirth Project)의 활동을 시작했다. 2009년에는, NHK 스페셜 드라마 《시라스 지로 》의 3부작으로 드라마에 첫 출연했다. 다음 해의 2010년에는 NHK 대하 드라마 《료마전》의 '다카스기 신사쿠' 역할을 맡아 연기했고, 동년 제61회 NHK 《홍백 가합전》의 특별 심사위원으로 출연 했다.
- 2011년 2월, 개봉한 영화 《내일의 죠》의 '리키이시 토루' 역할을 연기하기 위해 3개월 이상의 혹독한 훈련을 받아 체중을 67kg에서 57kg과 체지방율을 15%에서 3~4%로 감량하고 촬영에 임했다.
- 2011년 동북 지방 태평양 해역 지진( 동일본 대지진)에는 스스로 「겡키다마! 프로젝트」라는 제목으로 부흥 지원을 적극적으로 실시해, 그 일환으로 후쿠시마 제1 원자력 발전소 사고의 피해를 입은 후쿠시마현 소마군 이타테촌의 어린 아이들의 퇴원식과 졸업식 개최를 기획·실시했다.[4]

## 출연 작품

### 영화
- 《원더풀 라이프》 (감독 : 고레에다 히로카즈, 1999년) - 이세야 유스케 역
- 《금발의 화원》 (감독 : 이누도 잇신, 2000년) - 니포리 아유무 역
- 《디스턴스》 (감독 : 고레에다 히로카즈, 2001년) - 쇼 역
- 《해충》 (감독 : 시오타 아키히코, 2002년) - 커피숍의 낯선 남자 역
- 《달에 잠기다》 (감독 : 유키사다 이사오, 2002년) - 쇼고 / 타카오미 역
- 《DEAD END RUN》 (감독 : 이시이 소고, 2002년)
- 《카쿠토》 (감독 : 이세야 유스케, 2003년)
- 《환생》 (감독 : 시오타 아키히코, 2003년) - 슌스케 역
- 《붉은 달》 (감독 : 후루야타 야스오, 2004년) - 히무로 케이스케 역
- 《CASSHERN》 (감독 : 키리야 카즈유키, 2004년) - 아즈마 테츠야 / 캐산 역
- 《눈에게 바라는 것》 (감독 : 네기시 키치타로, 2006년) - 야마자키 가쿠 역
- 《웃음의 대천사》 (감독 : 오다 이세이, 2006년) - 시조 카즈오미 역
- 《혐오스런 마츠코의 일생》 (감독 : 나카시마 테츠야, 2006년) - 리유 모이치 역
- 《허니와 클로버》 (감독 : 타카다 마사히로, 2006년) - 모리타 시노부 역
- 《출구 없는 바다》 (감독: 사사베 키요시, 2006년) - 키타 카츠야
- 《패신저》 (감독 : 프랑수아 로저, 2006년) - 코지 역
- 《도감에 없는 곤충》 (감독 : 미키 사토시, 2007년) 오레 역
- 《사이드카의 개》 (감독 : 네기시 키치타로, 2007년) - 아파트의 예비조사하러 오는 손님 역
- 《철콘 근크리트》 (감독 : 마이클 아리아스, 2007년) - 기무라 역(목소리 연기)
- 《전염가》 (감독 : 하라다 마히토, 2007년) - 이치이치 역
- 《스키야키 웨스턴 장고》 (감독 : 미이케 타케시, 2007년) - 미나모토노 요시츠네 역
- 《클로즈드 노트》 (감독 : 유키사다 이사오, 2007년) - 이시토비 류 역
- 《눈먼 자들의 도시》 (감독 :페르난도 메이렐레스, 2008년) - 최초로 실명한 남자 역
- 《13인의 자객》 (감독 : 미이케 타케시, 2010년) - 키가 코야타 역
- 《인간 실격》 (감독 : 아라토 켄지로, 2010년) - 호리키 미사오 역
- 《내일의 죠》 (감독 : 소리 후미히코, 2011년) - 리키이시 토루 역
- 《카이지 2: 인생탈회게임》 (감독 : 사토 토야, 2011년) - 이치조 세이야 역
- 《꿈 팔이 부부 사기단》 (감독 : 니시카와 미와, 2012년) - 오타 지로 역
- 《희망의 나라》 (감독 : 소노 시온, 2012년) - 타니가와 역
- 《기요스 회의》 (감독 : 미타니 코키, 2013년) - 오다 산쥬로 노부카네 역
- 《리큐에게 물어라》 (감독 : 타나카 미츠토시, 2013년) - 오다 노부나가 역
- 한일 합작 영화 《더 테너 리리코 스핀토》(감독 : 김상만, 2014년) - 사와다 코지 역
- 《바람의 검심 교토 대화재 편 / 전설의 최후 편》 (감독 : 오오토모 히로시, 2014년 2편 연속 개봉 예정) - 시노모리 아오시 역
- 《조커 게임》 (감독 : 이리에 유, 2015년 개봉 예정) - 유키 역
- 《신주쿠 스완》 (감독 : 소노 시온 2015년 5월 30일) - 마코 역
- 《히어로 일본 대침공》 (감독 : 사토 신스케 2018년 4월 20일)
- 《날아라 사이타마》 (감독 : 타케우치 히데키 2019년 2월 22일)
- 《바람의 검심 최종장: 더 파이널》 (감독 : 오오토모 케이시 2021년 4월 23일) - 시노모리 아오키 역

### 텔레비전 드라마
- 드라마 스페셜 《시라스 지로》 (NHK, 2009년) - 시라스 지로 역
- 대하드라마(NHK)
  - 《료마전》 (2010년) - 다카스기 신사쿠 역
  - 《꽃 타오르다》 (2015년) - 요시다 쇼인 역
- 24시간 TV 스폐셜 《휠체어로 나는 하늘을 난다》 (NTV, 2012년) - 미나미 히데아키 역
- 《능선 너머에~ 아버지와 아들의 일본 항공기 추락 사고~》 (WOWOW, 2012년) - 미네기시 카오루 역
- 《여자 노부나가》 (후지 TV, 2013년) - 하시바 히데요시 역

## 그외 출연

### PV(뮤직 필름)
- 하마사키 아유미 - 〈달에 가라 앉다〉(감독 : 유키사다 이사오, 2002년)

### 라디오
- 《KAI presents EARTH RADIO》 (InterFM, 2010년 4월 24일~ ) - 나카타니 코이치와 함께 진행

### 광고(CM)
- 로레알 파리 (1997년)
- 유니클로 (1997년·2007년)
- JR 동일본 <새로운 여행 편> (1998년)
- J-PHONE 큐슈 (1999년)
- 산토리 맥주 <더 칵테일 바> (2000년)
- 사가미 고무 공업 주식회사 <사가미 오리지날> (2001년)
- 아사히 맥주 <본생 아쿠아 블루> (2003년 ~ 2005년)
- 가네보 화장품 <NUDY> (2004년 ~ 2005년)
- 롯데 제과 <롯데 껌 ACUO> (2006년 ~ 2009년)
- 산토리 맥주 위스키 <야마자키> (2009년)
- 도요타 자동차 <마크 X 지오> (2011년)
- 산토리 음료 <pepsi DRY> (2011년)
- au KDDI <새로운 자유 편> (2012년)
- 키노시타코우무텐 주식회사 <키노시타코우무텐 주문 주택 CM <동경의 선배 편> (2012년)
- 니치이 학관 <COCO 학원> (2012년)

## 감독·각본 작품
- 《카쿠토》 (2002년, 감독·각본·주연)
- 《세이지: 육지의 물고기》 (2012년, 감독·각본)

## 수상 내역
- 2011년 제54회 블루리본상 - 남우조연상 《내일의 죠》, 《카이지 2》
- 2012년 제35회 일본 아카데미상 - 우수 남우조연상 《내일의 죠》